# (2471) Ultrajectum
(2471) Ultrajectum es un asteroide perteneciente al cinturón de asteroides, descubierto el 24 de septiembre de 1960 por Cornelis Johannes van Houten en conjunto a su esposa también astrónoma Ingrid van Houten-Groeneveld y el astrónomo Tom Gehrels desde el Observatorio del Monte Palomar, Estados Unidos.

## Designación y nombre
Designado provisionalmente como 6545 P-L. Fue nombrado Ultrajectum en homenaje a "Ultrajectum" el nombre latino de la ciudad holandesa de Utrecht.